# Вила Хилс (Кентаки)
Вила Хилс (енгл. Villa Hills) град је у америчкој савезној држави Кентаки.

## Демографија
По попису из 2010. године број становника је 7.489, што је 459 (-5,8%) становника мање него 2000. године.
| Група             | 2000.         | 2010.         |
| Белци             | 7.706 (97,0%) | 7.149 (95,5%) |
| Афроамериканци    | 36 (0,5%)     | 52 (0,7%)     |
| Азијати           | 75 (0,9%)     | 101 (1,3%)    |
| Хиспаноамериканци | 67 (0,8%)     | 104 (1,4%)    |
| Укупно            | 7.948         | 7.489         |